# Carlo Berlingeri
Carlo Berlingeri, o Berlingieri (Crotone, 1643 – Santa Severina, 5 gennaio 1719), è stato un arcivescovo cattolico italiano.

## Biografia
Nato a Crotone nel 1643 e appartenente alla nobile famiglia crotonese dei Berlingeri, fu discepolo e uditore dei cardinali Giovanni Battista De Luca e Carlo Carafa, nonché un fermo sostenitore dell'immunità ecclesiastica.
Fu ordinato presbitero il 9 dicembre 1668. Il 30 novembre 1679 venne consacrato arcivescovo metropolita di Santa Severina dal cardinale Alessandro Crescenzi.
Fece ampliare e abbellire il palazzo arcivescovile di Santa Severina, facendo dipingere anche gli stemmi dei suoi predecessori; in più fondò un seminario per l'istruzione degli alunni, donando alla struttura 10.000 scudi d'oro.
Morì a Santa Severina il 5 gennaio 1719.

## Genealogia episcopale
La genealogia episcopale è:
- Cardinale Guillaume d'Estouteville, O.S.B.Clun.
- Papa Sisto IV
- Papa Giulio II
- Cardinale Raffaele Sansone Riario
- Papa Leone X
- Papa Paolo III
- Cardinale Francesco Pisani
- Cardinale Alfonso Gesualdo di Conza
- Papa Clemente VIII
- Cardinale Pietro Aldobrandini
- Cardinale Laudivio Zacchia
- Cardinale Antonio Barberini, O.F.M.Cap.
- Cardinale Alessandro Crescenzi, C.R.S.
- Arcivescovo Carlo Berlingeri